# Бранко Шотра
Бранко Шотра (Козице код Стоца 31. јануар 1906 — Стокхолм 21. мај 1960) био је српски сликар. Бавио се сликарством, графиком, примијењеном умјетношћу и ликовном критиком.

## Биографија
Сликар Бранко Шотра рођен је у селу Козице код Стоца. Краљевску умјетничку школу завршио је у Београду 1929. године. У време студирања повезао се са Комунистичком партијом Југославије, па је због комунистичке делатности био више пута затваран. Службовао је у Охриду као стручни учитељ за дуборез у тамошњој Државној мушкој занатској школи. Након две године пребачен је у Вршац за наставника цртања у Мушкој занатској школи. У 1938. се помиње као професор цртања у Лозници и "познати сликар мотива из живота Босне и Херцеговине". Имао је супругу Станиславу, Стану, која је у мају 1938. нападнута на улици и тешко повређена. За све време је сликао: портрете, пејзаже, што више тога, како би могао да их покаже у Београду. Хтео је да његова прва самостална изложба буде баш у престоници.
Међутим, избио је Други светски рат и Бранко Шотра мобилисан у војску а сви његови радови су се загубили у току рата. Након капитулирања Краљевине Југославије наставио је да ратује борећи се у редовима НОВ и ПОЈ на просторима Херцеговине, Црне Горе, Косова и Метохије и Србије. Након рата радио је на формирању Дома Југословенске народне армије у Београду, а касније је постављен за његовог начелника. Био је управник Војног музеја у Београду у периоду његове обнове. За редовног професора и првог ректора Академије за примјењену умјетност у Београду изабран је 1948. године и на тој дужности се задржао до 1956. године.
Умро је изненада 21. маја 1960. године у Стокхолму. Сахрањен је у Алеји народних хероја на Новом гробљу у Београду.
У уметнички живот Бранко Шотра је ушао тридесетих година двадесетог века и то као сликар, да би се касније кроз живот све више окретао графици. Када је постао професор на Академији примењених уметности графика и дуборез су му постали главна преокупација.
У Доњем Дупцу код Лучана постоји Кућа са зидним сликама Бранка Шотре из 1942.

## Признања
- Орден партизанске звезде
- Орден заслуге за народ
- Ветеран Другог светског рата НОБ-а
- Једна улица у Београду на Чукарици носи име Бранка Шотре
- У Стоцу је отворена галерија „Бранка Шотре“[3]